# Radziwiłł

Com Príncep del Sacre Imperi Romanogermànic, el Escut d'Armes dels Radziwiłł.

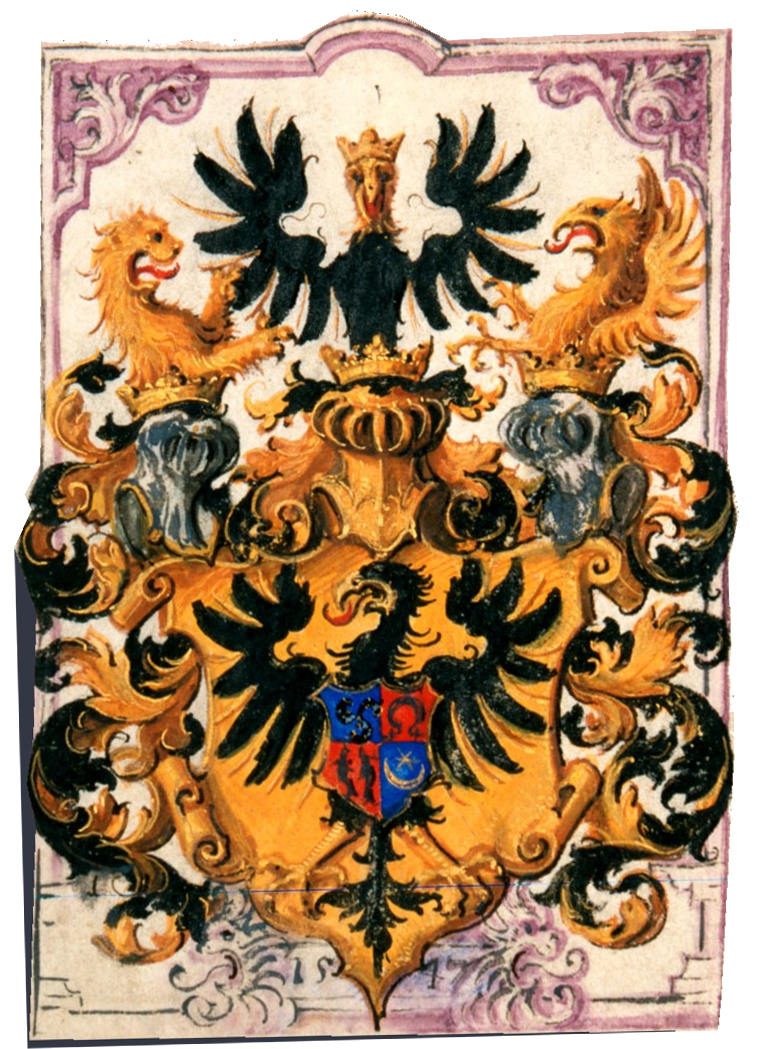
L'Escut d'Armes concedit el 1547 pel Sacre Emperador Romà.

Radziwiłł és el nom d'una de les més antigues i riques famílies de la noblesa lituano-polonesa.
Els primers testimonis històrics sobre els Radziwiłł es remunten al segle xiv, estant coneguts a partir de 1518 com «prínceps Radziwiłł», títol del Sacre Imperi Romanogermànic. Ara com ara, a efectes de protocol, tenen el tractaments d'Alteses Sereníssimes. La família ha tingut molts personatges notables a la història de Lituània, Belarús, Polònia, Alemanya (sobretot de Prússia) i en general la història d'Europa i de la cultura.

## Els orígens
Nicolau Radziwiłł, el primer de la família datat històricament, va rebre el baptisme el 1368 junt Jagelló, Gran Duc de Lituània qui més tard, estant Rei Ladislau II de Polònia, ho va nomenar palatí de Vílnius. En convertir-se al cristianisme va prendre Sant Nicolau com a patró i va decidir que tots els nascuts al si de la seva família portarien el nom d'aquest sant.

## Els Radziwiłł a la història
- Jordi I, anomenat el «Hèrcules lituà» (1480 - 1541), vencedor de trenta batalles lliurades contra moscovites, tàrtars i teutons. L'any 1527 va ser anomenat castlà de Vílnius i el 1533 conestable. Ell va ser el pare de Bárbara Radziwiłł, de llegendària bellesa, que el 1548 va contreure matrimoni amb el rei Segimon II August de Polònia, i que va morir enverinada.
- Nicolau IV (1515-1565), palatí de Vílnius i governador de Livònia sota el regnat de Segimon II de Polònia. El 1557 va destacar en un combat contra l'Orde Teutònic i el 1565 va derrotar i va expulsar els russos de Lituània. Va canviar la religió catòlica pel protestantisme, dedicant-se gelosament a la propagació de la doctrina protestant; per fer-ho va fundar una important impremta en Brest i va encarregar la traducció de la primera Bíblia en polonès. Després de la seva mort, els seus fills tornarien a la fe catòlica.
- Carles Radziwiłł (1743 - 1790), palatí de Vílnius. El 1762 és nomenat governador de Lituània pel rei August III de Polònia, càrrec des del que va lluitar incansablement per combatre la ingerència russa als assumptes interns de Polònia. Així i tot no va poder evitar l'ascensió al tron polonès d'Estanislau August Poniatowski, protegit i antic amant de l'emperadriu Caterina II de Rússia. Declarat fora de la llei pel nou govern prorus, el príncep Carles va veure com li eren confiscats els seus immensos béns, que li proporcionaven bones quantitats de renda. El 1767 va ser escollit cap de la Confederació de Bar, però després del fracàs dels seus intents per prevenir la partició de Polònia, es va exiliar a París. Va passar els seus últims anys de tornada a Polònia, on va assistir als primers debats de la Dieta de Varsòvia que, un any després de la seva mort, declararia una nova constitució.
- Dominico Radziwiłł (1787 - 1813), va participar en la campanya de Moscou com a coronel de l'exèrcit francès, distingint-se pel seu valor i la seva dedicació. Va morir en combat durant la batalla de Hanau, fet que va lamentar vivament Napoleó I, per a qui el príncep Radziwiłł era una persona molt pròxima.

## Radziwiłł delseglexx
- Príncep Dominic Radziwiłł (1911 - 1976), primer espòs d'Eugènia, princesa de Grècia i Dinamarca (1910 - 1989).
- Princesa Tatiana Radziwiłł (1939), filla de l'anterior, membre de la família reial grega.
- Príncep Jordi Radziwiłł (1942 - 2001) germà de l'anterior, membre de la família reial grega.
- Príncep Estanislau Radziwiłł (1914 - 1976), casat amb Carolina Lee Bouvier, coneguda com a princesa Lee Radziwiłł, germana de Jacqueline Bouvier Kennedy. Es van divorciar el 1974.
- Príncep Antoni Radziwiłł (1959 - 1999), fill baró dels anteriors i productor de televisió guanyador d'un Premi Emmy.
- Princesa Anna Cristina Radziwiłł (1960 -), filla de l'anterior.
- Princesa Anna Radziwiłł (1939), política polonesa, senadora, ministra i secretària d'estat.